# Oostendorp
Oostendorp is een dorp en buurt in de gemeente Elburg in de Nederlandse provincie Gelderland. Als dorp telde Oostendorp in 2020 2775 inwoners en als buurt van Elburg telde het dorp 3065 inwoners in 2021. Het ligt aan de oostkant van de stad Elburg en in het dorp bevindt zich het gemeentehuis van de gemeente Elburg.

## Geschiedenis
Oostendorp was lang een buurtschap (of klein dorp) dat ten oosten lag van Elburg. In 1307 werd het vermeld als in oestendorp, in 1313 als Ostendorpe, in 1400 als in den Oostendorp. Het is waarschijnlijk ontstaan als hoeve ten oosten van en/of (dochter)nederzetting van Elburg. Ten zuiden van Elburg was er ook nog een Zudendorp/Sudendorp (Zuidendorp) gelegen, deze werd na 1650 Oostbeek. Sinds de tweede helft van twintigste eeuw wordt daarmee het dorp Hoge Enk bedoeld.
Rond 1800 bestond het dorp uit drie boerderijen, een stukje noordelijker dan het huidige dorp. De ontwikkeling van de nieuwbouw startte daarna, zuidwestelijke van de boerderijen in de richting van Elburg. Ook kwam er een molen in het gebied te staan en was er een tolbrug. In 1840 heeft Oostendorp 57 huizen en 456 inwoners. Eind 19e eeuw werd zo'n anderhalve kilometer zuidwestelijk van de oorspronkelijke bebouwing het gemeentehuis van Doornspijk gebouwd. Dit gemeentehuis werd gebouwd in het geografische centrum van deze voormalige gemeente, tegen de grens met de gemeente Elburg, tegenover landgoed Old Putten.
In de loop van de 20ste eeuw en begin 21ste eeuw groeide de plaats steeds sterker en ook Elburg groeide, met onder meer de aansluitende nieuwbouwwijken Oosthoek en De Vrijheid. De twee plaatsen raakte zo verweven met elkaar.
In 1978 verkreeg Oostendorp geen eigen postcode. Maar mede door de strijd van bewoners wist Oostendorp een eigen identiteit te behouden en kreeg het ook eigen blauwe plaatsnaamborden. De buurtgrens is niet helemaal gelijk aan de dorpsgrens. Onder de buurt valt ook een deel dat valt onder  Elburg. Het noordelijke deel van de Oostendorperstraatweg ligt buiten de dorpskern en wordt niet tot de buurt gerekend, terwijl hier feitelijk de oorsprong van het dorp ligt
Tot 1974 behoorde Oostendorp bij de toenmalige gemeente Doornspijk. Oostendorp kende het gemeentehuis van die gemeente. Na de samenvoeging van Doornspijk bij Elburg werd besloten het gemeentehuis in Oostendorp te houden omdat deze ook het meest centraal was gelegen als plaats binnen de nieuwe gemeente. In 1979 werd besloten een nieuw gemeentehuis te bouwen, net ten zuiden van de oude. Pas in 1981 ging men definitief akkoord ondanks dat er stemmen binnen de gemeente waren om het nieuwe gemeentehuis te bouwen in Elburg zelf. Het oude gemeentehuis uit 1925 is een gemeentelijk monument.

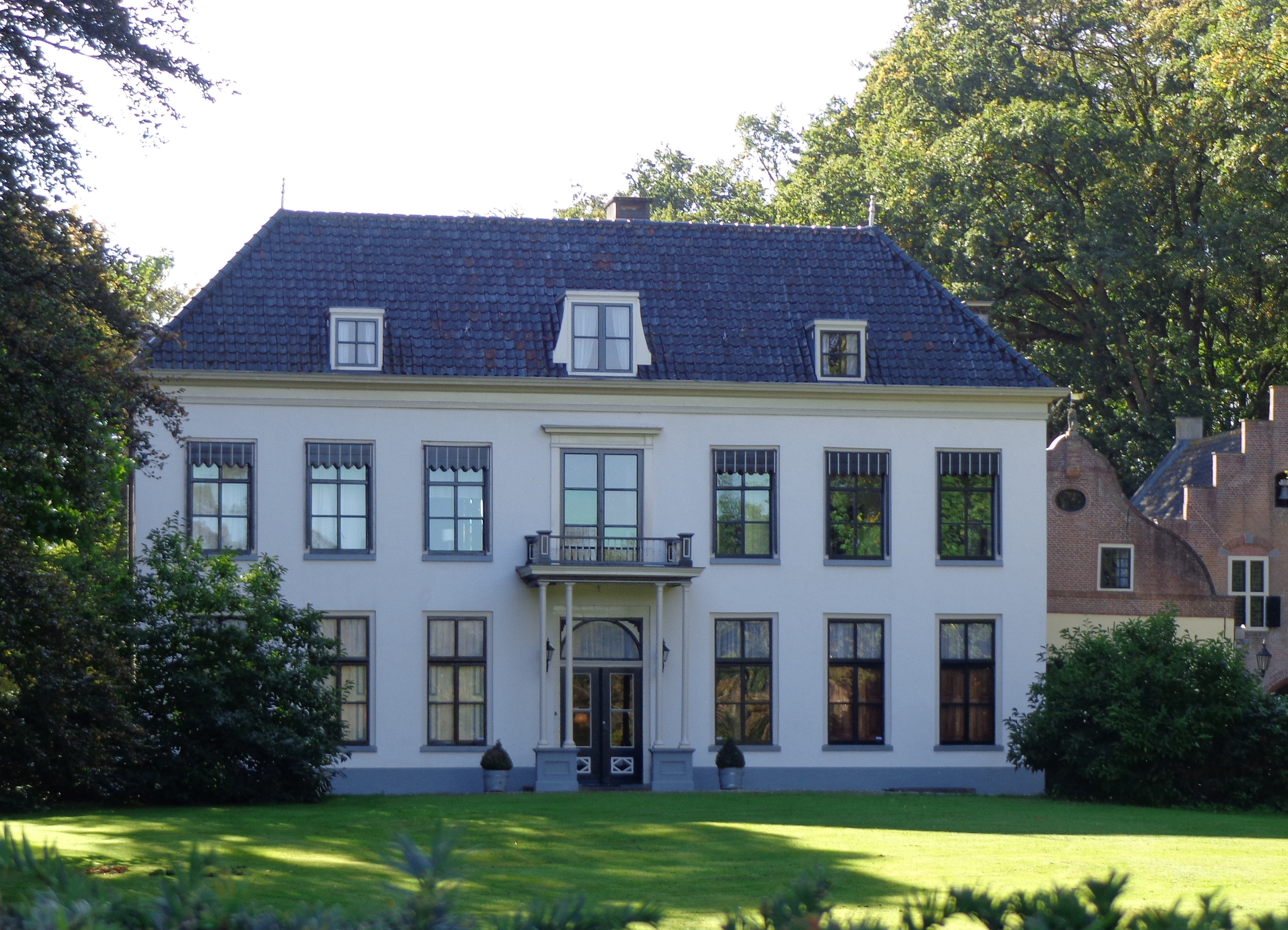
Landhuis van het landgoed Old Putten

## Molen en monumenten
Te midden van het dorp staat de molen De Tijd, een houten achtkante stellingmolen op gemetselde voet uit 1854. De molen is een van een drietal rijksmonumenten die het dorp rijk is. Het heeft verder zeventien gemeentelijke monumenten.

## Onderwijs
In 1903 werd er een openbare school geopend in Oostendorp. De kinderen gingen voor die tijd naar school in Doornspijk, Oosterwolde of Elburg. In 1907/8 werd uit onvrede over de openbare school een christelijke school geopend. Deze school vormde de basis van de latere Basisschool Prins Willem Alexander. 

## Cultuur en sport
Het dorp een eigen dorpshuis/buurthuis, genaamd Buurtgebouw Oostendorp. Oostendorp kent een eigen evenementencommissie, die diverse culturele en sportieve evenementen organiseert. Het dorp kent sinds 1971 een eigen sportvereniging, Schietsportvereniging Oostendorp. Het kent verder een drietal muziekverenigingen, muziekvereniging Excelsior uit 1923, het uit die verenigingen ontstaande Twirl- en Slagwerkgroep Excelsior en het Shantykoor De Meulezangers.
Stad: Elburg

Dorpen: 't Harde · Doornspijk · Hoge Enk · Oostendorp     
Buurtschappen: Aperloo · Lage Bijssel · Nieuwstad · Oudekerk · Wessinge

Gelderland: Steden en dorpen in Gelderland      Nederland: Provincies · Gemeenten